# 美内すずえ
美内 すずえ（みうち すずえ、本名:西尾 鈴恵（にしお すずえ）、1951年〈昭和26年〉2月20日 - ）は、日本の漫画家。大阪府生まれ、大阪府大阪市出身。血液型はO型。最終学歴：大阪成蹊女子高。既婚。アカルプロジェクトのオーナー。

## 人物
実家は理髪店で、幼少時代はよく映画を見に行ったという。中学時代に貸本屋で手塚治虫などの漫画に熱狂するも母親に漫画を読むことを禁じられ、それならばと自分自身で漫画を描き始めるようになる。
1967年（昭和42年）、高校時代に『別冊マーガレット』10月号に「山の月と子だぬきと」でデビューした。さらに1976年（昭和51年）には『ガラスの仮面』が『花とゆめ』にて連載開始する。この作品は、1995年（平成7年）に第24回日本漫画家協会賞優秀賞を受賞するなど、作者の代表作となった。
それ以外にも1982年（昭和57年）に『妖鬼妃伝』（『なかよし』、講談社）で、第6回講談社漫画賞を受賞している 。
1991年（平成3年）、山梨県甲府市にフレンチ料理とカフェの店Cafe du Crepuscule（カフェ・ド・クレプスキュール）を開店。2010年（平成22年）に吉祥寺に姉妹店開店。
2009年（平成21年）現在も「O-EN NETWORK」という精神世界を探求する団体を主宰しており、漫画家としての活動は10年近く停止状態だった時期があった。このことについて、作者側は漫画執筆意欲が失われたわけではなく、物語を構成するエピソードに非常に時間がかかり、単行本1冊のプロットだけでノート約10冊以上を必要とすること、さらに雑誌連載と単行本では描き下ろしがあることが理由であるとしている。『ガラスの仮面』以外にも『アマテラス』『聖アリス帝国』も未完結の作品とされている。なお、書店に赴いた際、居合わせた女子学生の「ガラスの仮面」最新刊に関する否定的な会話にショックを受け、考えに考えた展開への自信が揺らいだこともある。
2004年（平成16年）12月16日、読者待望の『ガラスの仮面』コミックス42巻が発売されたが、白泉社『花とゆめ』誌上で連載されていた原稿を一切使わずに全編描き下ろしされており、作品内容は大幅に改変されている。そのため、1989年（平成元年）から1997年（平成9年）まで連載された版（全75回）における複数のエピソードが宙に浮いた形となっている。
精神世界研究団体O-ENを主宰している他、2006年（平成18年）以降、『ガラスの仮面』内に登場する劇中劇「紅天女」を元にした新作能の監修も手掛けている。全国に公演回数が増加していることから、漫画制作がさらに遅れている。
2009年（平成21年）1月26日、約4年ぶりの『ガラスの仮面』コミックス43巻が発売された。これはコミックス42巻の続きとして、2008年（平成20年）7月から4ヶ月連続『別冊花とゆめ』に集中掲載された原稿が元となっているが、基本ストーリーに変更はないものの、様々な加筆修正・削除等改変がなされている。
2017年8月12日に宝島社「このマンガがすごい! Comics 妖鬼妃伝 美内すずえセレクション 黒の書」（同時収録「黒百合の系図」「ひばり鳴く朝」）、2018年1月12日に宝島社「このマンガがすごい! Comics 13月の悲劇 美内すずえセレクション 白の書」（同時収録「白い影法師」「孔雀色のカナリア」）が刊行された。

## 作品リスト
- ナオは光の中で - 別冊マーガレット 1968年11月号
- 赤い女神 - 別冊マーガレット 1970年5月号 - 6月号
- 燃える虹 - 別冊マーガレット 1970年9月号 - 11月号
- 13本のキャンドル - 別冊マーガレット 1970年12月号
- 日本列島一万年 - 別冊マーガレット 1971年1月号 - 2月号
- ひばり鳴く朝 - 別冊マーガレット1971年6月号
- 13月の悲劇（美内すずえ怪奇傑作集） - 集英社「別冊マーガレット」1971年（昭和46年）9月号 - 10月号
- バラ物語 - 別冊マーガレット 1972年1月号
- 雪の音 - 月刊セブンティーン 1972年２月号
- 炎のマリア - 別冊マーガレット 1972年6月号
- 泥棒シンデレラ - 花とゆめ 1972年24号
- アマランスの女王 - 別冊マーガレット 1972年4月号 - 5月号
- パンドラの秘密 - 別冊マーガレット 1972年9月号 - 10月号
- ジュリエッタの嵐 − 別冊マーガレット 1973年1月号 - 2月号
- みどりの炎 - 別冊マーガレット 1973年（昭和48年）9月号
- 人形の墓（美内すずえ作品集） - 週刊マーガレット 1973年37号
- はるかなる風と光 - 別冊マーガレット 1973年10月号 - 1974年10月号
- 孔雀色のカナリア - 集英社「月刊セブンティーン」1973年（昭和48年）12月号 - 1974年（昭和49年）2月号
- ガラスの仮面 - 『花とゆめ』（1976年1号 - 1997年20号）、『別冊花とゆめ』（2008年9月号 - 2012年7月号）【当初連載中断理由はコミックス発行準備と告知され49巻発売するも連載再開せず、2018年に掲載誌休刊に至った】
- 帰らざる氷河 - 別冊マーガレット 1975年1月号
- 冬のひまわり - 別冊マーガレット 1975年（昭和50年）2月号
- 忍者屋敷に春がきた - 別冊マーガレット 1975年（昭和50年）4月号【単行本未収録】
- 金色の闇が見ている - 別冊マーガレット 1975年（昭和50年）5月号 - 6月号
- 白ゆりの騎士 - 花とゆめ 1974年6月創刊号 - 1975年5号
- 白い影法師 - 講談社「月刊mimi」1975年（昭和50年）10月号
- 魔女メディア - 別冊マーガレット 1975年9月号 - 10月号
- ポリアンナの騎士 - 別冊マーガレット 1976年（昭和51年）5月号
- 虹の戦 - 月刊mimi 1976年5月号 - 6月号
- 聖（セント）アリス帝国 【未完】 - （1976年 - 1978年）
- 王女アレキサンドラ - 別冊マーガレット 1977年4月号
- 黒百合の系図 - 月刊LaLa1977年9月号 - 12月号
- 妖鬼妃伝 - なかよし1981年9月号 - 11月号
- ダイナマイト・みるく・パイ - 花とゆめ 1982年2号
- アマテラス 【未完】 - （1987年 - 2001年）
- 宇宙神霊記 - 1991年

## アシスタント経験者
- 魔夜峰央
- くらもちふさこ
- 槇村さとる
- 笹生那実
- 竜樹諒
- 佐々木淳子
- 葉月秋子
- 酒井美羽
- 野間美由紀
- 日渡早紀
- 立野真琴
- 吉崎観音
- 立花晶

## 関連番組
- 趣味百科『少女コミックを描く』第8回（1991年5月21日 NHK教育） - アトリエ訪問コーナーに登場